# Жунъань
Жунъа́нь (кит. упр. 融安, пиньинь Róng'ān) — уезд городского округа Лючжоу Гуанси-Чжуанского автономного района (КНР).

## История
В эпоху Южных и Северных династий, когда эти земли находились в составе государства Ци, был создан уезд Циси. Во времена государства Лян уезд стал местом размещения властей Дуннинской области (东宁州). Во времена империи Суй Дуниннская область была в 598 году переименована в Жунчжоускую (融州), а уезд Циси — в Иси (义熙县). Во времена империи Тан в 623 году уезд Иси был переименован в Жуншуй (融水县), по-прежнему оставаясь местом размещения властей Жунчжоуской области.
После основания империи Мин уезд был в 1369 году расформирован, а его земли перешли под прямое управление областных властей. В 1377 году область была понижена в статусе, став уездом Жунсянь (融县).
После вхождения этих мест в состав КНР в конце 1949 года был образован Специальный район Лючжоу (柳州专区), и уезд вошёл в его состав. 2 сентября 1952 года уезд Жунсянь был переименован в Жунъань. В ноябре 1952 года из частей уездов Жунъань, Саньцзян и Лочэн провинции Гуанси, и части уезда Цунцзян провинции Гуйчжоу был создан Дамяошань-Мяоский автономный район уездного уровня.
В декабре 1952 года в провинции Гуанси был создан Гуйси-Чжуанский автономный район (桂西壮族自治区), и Специальный район Лючжоу вошёл в его состав. В 1953 году Специальный район Лючжоу был расформирован, и уезд перешёл в состав Специального района Ишань (宜山专区) Гуйси-Чжуанского автономного района провинции Гуанси. В 1956 году Гуйси-Чжуанский автономный район был переименован в Гуйси-Чжуанский автономный округ (桂西僮族自治州).
В 1958 году автономный округ был упразднён, а вся провинция Гуанси была преобразована в Гуанси-Чжуанский автономный район; при этом был расформирован Специальный район Ишань, и вновь создан Специальный район Лючжоу.
В 1971 году Специальный район Лючжоу был переименован в Округ Лючжоу (柳州地区).
19 ноября 2002 года округ Лючжоу был расформирован, и уезд перешёл в состав городского округа Лючжоу.

## Административное деление
Уезд делится на 6 посёлков и 6 волостей.